# قائمة زملاء الجمعية الملكية المنتخبين في 1915
هذه الصفحة تعرض قائمة زملاء الجمعية الملكية المُنتخبين لعام 1915.None

## الزملاء
- John Evershed [الإنجليزية]‏
- Charles Samuel Myers [الإنجليزية]‏
- Leonard Doncaster [الإنجليزية]‏
- Arthur George Green [الإنجليزية]‏